# Episodi di Legends of Tomorrow (terza stagione)
La terza stagione della serie televisiva DC's Legends of Tomorrow viene trasmessa in prima visione dall'emittente televisiva The CW dal 10 ottobre 2017 al 9 aprile 2018.
In Italia la stagione è stata trasmessa dal 7 febbraio all'11 luglio 2018 su Premium Action, canale a pagamento della piattaforma Mediaset Premium. In chiaro è stata trasmessa su Italia 1 dal 9 marzo al 1º giugno 2019 nel day-time.
L'ottavo episodio di questa stagione è la quarta ed ultima parte di un nuovo lungo crossover con i rispettivi ottavi episodi della terza stagione di Supergirl, della sesta stagione di Arrow e della quarta stagione di The Flash.
Durante questa stagione entrano nel cast principale Tala Ashe e Keiynan Lonsdale, mentre ne escono Victor Garber, Franz Drameh e lo stesso Lonsdale. Wentworth Miller e Arthur Darvill ricompaiono come guest star.
L'antagonista principale di questa stagione è Mollus.
| n° | Titolo originale                 | Titolo italiano                       | Prima TV USA     | Prima TV Italia  |
| -- | -------------------------------- | ------------------------------------- | ---------------- | ---------------- |
| 1  | Aruba-Con                        | Anacronismo                           | 10 ottobre 2017  | 7 febbraio 2018  |
| 2  | Freakshow                        | Fenomeni da baraccone                 | 17 ottobre 2017  | 14 febbraio 2018 |
| 3  | Zari                             | Zari                                  | 24 ottobre 2017  | 21 febbraio 2018 |
| 4  | Phone Home                       | Telefono, casa!                       | 31 ottobre 2017  | 28 febbraio 2018 |
| 5  | Return of the Mack               | Eclissi mortale                       | 7 novembre 2017  | 7 marzo 2018     |
| 6  | Helen Hunt                       | Caccia a Elena                        | 14 novembre 2017 | 14 marzo 2018    |
| 7  | Welcome to the Jungle            | Benvenuti nella giungla               | 21 novembre 2017 | 21 marzo 2018    |
| 8  | Crisis on Earth-X, Part 4        | Crisi su Terra-X - IV Parte           | 28 novembre 2017 | 28 marzo 2018    |
| 9  | Beebo the God of War             | Beebo il Dio della guerra             | 5 dicembre 2017  | 4 aprile 2018    |
| 10 | Daddy Darhkest                   | L'esorcismo                           | 12 febbraio 2018 | 11 aprile 2018   |
| 11 | Here I Go Again                  | Il loop temporale                     | 19 febbraio 2018 | 18 aprile 2018   |
| 12 | The Curse of the Earth Totem     | La maledizione del Totem della Terra  | 26 febbraio 2018 | 25 aprile 2018   |
| 13 | No Country for Old Dads          | Non è un paese per vecchi papà        | 5 marzo 2018     | 6 giugno 2018    |
| 14 | Amazing Grace                    | Amazing Grace                         | 12 marzo 2018    | 13 giugno 2018   |
| 15 | Necromancing the Stone           | All'inseguimento della pietra occulta | 19 marzo 2018    | 20 giugno 2018   |
| 16 | I, Ava                           | Io, Ava                               | 26 marzo 2018    | 27 giugno 2018   |
| 17 | Guest Starring John Noble        | Ospite d'onore: John Noble            | 2 aprile 2018    | 4 luglio 2018    |
| 18 | The Good, The Bad and The Cuddly | Il buono, il brutto, il tenero        | 9 aprile 2018    | 11 luglio 2018   |

## Anacronismo
- Titolo originale: Aruba-Con
- Diretto da: Rob Seidenglanz
- Scritto da: Phil Klemmer e Marc Guggenheim

### Trama
Le Leggende si ritrovano nel 2017, in un mix di passato, presente e futuro in cui i dinosauri vivono in una Los Angeles dove il Big Ben appare di fianco ai grattacieli.
Questa distorsione temporale è stata causata dal viaggio nel tempo compiuto dalle Leggende, nella scorsa stagione, per sconfiggere la Legione del Destino. La squadra ha infranto, infatti, la prima regola di chi viaggia nel tempo: mai visitare un luogo nello stesso tempo in cui sei già presente.
Le Leggende, attaccate da un dinosauro, capiscono di aver “rotto” il tempo, ma vengono salvate da Rip Hunter, il vecchio capitano che nella prima stagione aveva unito la squadra. Rip spiega alla squadra che dal momento in cui la Legione è stata sconfitta per lui sono passati cinque anni, solo pochi minuti per le Leggende, tempo in cui ha creato l’Agenzia del Tempo, il Time Bureau, per combattere gli anacronismi causati dal viaggio nel tempo. Rip solleva le Leggende dall’incarico di proteggere il tempo.
Sei mesi dopo le Leggende si sono trovate un posto all'interno della società. Sara lavora nel negozio “Sink, Shower and Stuff”. Ray ha trovato lavoro in una compagnia sviluppatrice di un social network. Nathan si è trasferito a Central City diventando il supereroe più popolare, secondo solo a Kid Flash. Mick ha seguito i suoi desideri ed è andato veramente ad Aruba a prendere il sole e bere margarita. Amaya, invece, è tornata nel 1942 nello Zambesi. A questo punto a Mick si presenta il romano Caio Giulio Cesare, che crede di essere finito, per dispetto, in quella terra sconosciuta, per opera della dea Ate. Mick, dopo aver capito di essersi imbattuto in un anacronismo, chiama Sara, che subito si licenzia e riunisce la squadra. Sara, Ray e Nate, d’accordo sul fatto di aver trovato noiosa la vita al di fuori della Waverider, si introducono nel centro operativo dell’Agenzia del Tempo per riprendersi la loro nave e “riparare” il tempo. Le Leggende vengono portate a fare un tour dell’agenzia durante il quale comprendono che la Waverider viene utilizzata come simulatore per l’addestramento di nuovi agenti. L'addestramento comprende il superamento di prove realmente affrontate dalle Leggende, nelle quali però gli agenti riescono a trovare soluzioni migliori mostrando così alle Leggende la loro incompetenza.
Le Leggende rivelano a Rip dell’anacronismo, ma l’ex capitano non crede possibile che il sistema di rilevazione non abbia evidenziato un così evidente spostamento temporale. Manda comunque una squadra ad Aruba a catturare Mick ed il presunto Giulio Cesare.
Nel frattempo Giulio Cesare, dopo aver ingannato Mick, riesce a fuggire dall’abitazione dove era tenuto prigioniero, finendo così sulla spiaggia dove si sta tenendo un toga-party in cui dei ragazzi sono travestiti da antichi romani. La squadra mandata da Rip riesce a trovare Mick nel mezzo della festa mentre sta inseguendo un ragazzo travestito da Giulio Cesare. Rip si arrabbia per aver creduto che Mick avesse realmente trovato un anacronismo e caccia le Leggende dall’agenzia. Mentre stanno lasciando l’edificio, a Mick cade un aureo romano e la squadra capisce che Mick non aveva mentito. Decidono, pertanto, di rubare la Waverider, catturare il vero Giulio Cesare e reinserirlo nella storia. Dopo aver catturato Giulio Cesare le Leggende tornano a Central City per prendere Jax e il Professor Stein, che sta per diventare nonno. Saliti sulla nave, il professore è indeciso sul fatto di partire nuovamente con le Leggende, ma viene convinto da Jax, che dice di avere tutta la vita davanti, ma non saper cosa fare a Central City.
La squadra torna indietro nel tempo, ma Giulio Cesare riesce a rubare un libro di storia a Nate. Rip arriva attraverso un portale sulla Waverider per prendere il controllo della situazione e far notare alle Leggende l’ennesimo errore compiuto. Gli agenti finiscono in una trappola e un agente del Time Bureau, l’agente Ava Sharpe, viene catturata. Le Leggende però riescono a salvarla guadagnandosi così nuovamente la Waverider. Rip però rivela all’agente Sharpe che le Leggende potrebbero essere l’unica speranza per ciò che aspetta a tutti loro: Mallus.
Durante la scena finale compare Amaya, nel 1942, che combatte con dei soldati che vogliono saccheggiare il suo villaggio. Li sconfigge usando i suoi poteri.
- Guest star: Arthur Darvill (Rip Hunter), Keiynan Lonsdale (Wally West/Kid Flash), Christina Brucato (Lily Stein), Jes Macallan (Ava Sharp), Adam Tsekhman (Gary Green), Nils Hognestad (Re Artù) e Simon Merrells (Giulio Cesare)
- Ascolti USA: telespettatori 1 710 000[5]

## Fenomeni da baraccone
- Titolo originale: Freakshow
- Diretto da: Kevin Tancharoen
- Scritto da: Keto Shimizu e Grainne Godfree

### Trama
Palmer riesce a ideare un metodo per individuare gli Anacronismi e cercare di risolverli. Dunque la squadra comandata da Sara Lance decide di intervenire sugli Anacronismi iniziando da uno apparentemente facile da sistemare: 1870, Wisconsin, il circo itinerante delle mostruosità di P.T.Barnum. Recatisi sul posto, Nate, Ray e Jax scoprono che l'anacronismo è una tigre dai denti a sciabola, e decidono di catturarla rimpicciolendola grazie a un congegno creato da Ray prendendo spunto dall'atomo-tuta. Il piano però non va a buon fine e la tigre invece di rimpicciolirsi raddoppia le sue dimensioni scappando nel bosco circostante. Per far fronte al problema, Sara decide di andare nel 1942 con la jumpship per chiedere aiuto ad Amaya. Mentre le due donne rimpiccioliscono la tigre grazie ad Amaya che riesce a tranquillizzarla, Jax e Ray vengono rapiti e costretti ad entrare nel circo delle mostruosità a causa di un Nate ubriaco che rivela a Barnum le loro capacità trasformandosi in Acciaio. Sulla nave Mick con l'intento di dare alla tigre un pezzo di carne, permette a quest'ultima di uscire dalla gabbia e di girare libera, anche se rimpicciolita, nella Waverider.
Amaya e Nate decidono di andare a salvare i due malcapitati ma nel farlo vengono catturati a loro volta. Mentre Stein e Mick cercano di recuperare i compagni, Sara si trova a combattere contro Ava Sharpe, che è salita sulla Waverider. Le due si concedono però una tregua per combatter la tigre tornata alle sue normali dimensioni e rimpicciolirla ancora. Gli altri membri della squadra riescono a mettersi in salvo, facendo credere agli spettatori che tutto facesse parte dello spettacolo del circo, anche se nello scontro Amaya perde il controllo dei suoi poteri.
Nella scena finale un nuovo nemico esce dalle profondità di un lago, evocato da un essere incappucciato.
- Guest star: Jes Macallan (Ava Sharpe), Adam Tsekhman (Gary Green), Billy Zane (Phineas Taylor Barnum), Tracy Ifeachor (Kuasa) e Keri Adams (Bethany Snow)
- Ascolti USA: telespettatori 1 580 000[6]

## Zari
- Titolo originale: Zari
- Diretto da: Mairzee Almas
- Scritto da: James Eagan e Ray Utarnachitt

### Trama
Le Leggende viaggiano nel 2042, dove una polizia militare, la ARGUS, subisce un attacco da una metaumana, Kuasa. Questa cerca di catturare una ribelle, Zari, che cerca di impossessarsi di un amuleto. Le Leggende riusciranno a difenderla anche a dispetto del Time Bureau che li avversa.
- Guest star: Jes Macallan (Ava Sharpe), Adam Tsekhman (Gary Green), Tracy Ifeachor (Kuasa), Joy Richardson (manifestazione degli antenati di Amaya) e Jack Fisher (Ray Palmer giovane)
- Ascolti USA: telespettatori 1 430 000[7]

## Telefono, casa!
- Titolo originale: Phone Home
- DIretto da: Kevin Mock
- Scritto da: Matthew Maala

### Trama
Durante una riunione che la squadra tiene per accogliere degnamente l'ultima arrivata Zari, Palmer scompare misteriosamente. Si scoprirà che nel 1988 era stato ritrovato morto, assassinato, due giorni dopo la notte di Halloween. Così le Leggende tornano a quell'epoca per intercettare il Ray Palmer ragazzino...
- Guest star: Jack Fisher (Ray Palmer giovane), Christina Brucato (Lily Stein) e Susie Abromeit (Sandy Palmer)
- Ascolti USA: telespettatori 1 380 000[8]

## Eclissi mortale
- Titolo originale: Return of the Mack
- Diretto da: Alexandra La Roche
- Scritto da: Grainne Godfree e Morgan Faust

### Trama
Le Leggende arrivano nella Londra di fine '800 per scoprire un'anomalia riguardo ad un vampiro che lascia vittime lungo la strada. Al loro arrivo si imbattono in Rip, che è lì per dare la caccia a Mallus. Le leggende scoprono che una sacerdotessa con in corpo Mallus riporta in vita Damien Darhk e in seguito si scopre che il nome della donna è Nora Darhk, la figlia di Damien, e così entrambi riescono a neutralizzare le leggende e il Time Bureau. L'episodio termina con il direttore del Bureau e l'agente Ava Sharp che arrestano Rip, il quale prima di essere portato via avvisa le leggende che Mallus sta arrivando.
- Guest star: Neal McDonough (Damien Darhk), Arthur Darvill (Rip Hunter), Echo Kellum (Curtis Holt/Mr. Terrific), Courtney Ford (Nora Darhk), Jes Macallan (Ava Sharpe), John Noble (Mallus) (voce), Christina Brucato (Lily Stein)
- Ascolti USA: telespettatori 1 520 000[9]

## Caccia a Elena
- Titolo originale: Helen Hunt
- Diretto da: David Geddes
- Scritto da: Keto Shimizu e Ubah Mohamed

### Trama
La squadra rileva un'anomalia nella Hollywood del 1937: a causa di una dispersione temporale Elena di Troia si ritrova negli studi cinematografici contesa tra due delle più importanti major di quegli anni. E così come nella sua epoca la bellezza di Elena fu la causa della sanguinosa guerra tra greci e troiani.
- Guest star: Neal McDonough (Damien Darhk), Courtney Ford (Nora Darhk), Tracy Ifeachor (Kuasa), Celia Massingham (Hedy Lamarr), Bar Paly (Elena di Troia), Samuel Vincent (Arnold Coleson)
- Ascolti USA: telespettatori 1 530 000[10]

## Benvenuti nella giungla
- Titolo originale: Welcome to the Jungle
- Diretto da: Mairzee Almas
- Scritto da: Ray Utarnachitt e Tyron B. Carter

### Trama
Le leggende hanno a che fare con un anacronismo creatosi nel 1967 in Vietnam durante la guerra. Un mostro misterioso rischia di cambiare gli eventi storici. Scopriranno che si tratta di Gorilla Grodd, che vuole creare un suo popolo per impadronirsi del mondo dopo che le nazioni si saranno distrutte con le guerre.
Inoltre, durante la loro missione, Mick incontra suo padre, Dick Rory. Grodd dopo essere stato battuto da Nate, Amaya e Zari, sale sopra la Weaverider, dove dopo aver momentaneamente ipnotizzato Sara, cada nella giungla che, a causa dei bombardamenti, sta prendendo fuoco. Finita la loro missione, Mick dice addio a suo padre. L'episodio termina con Grodd, ancora vivo, che si allea con Darhk.
- Guest star: Neal McDonough (Damien Darhk), Evan Jones (Dick Rory), David Sobolov (Gorilla Grodd) e Dianne Doan (Anh Ly)
- Ascolti USA: telespettatori 1 490 000[11]

## Crisi su Terra-X - IV Parte
- Titolo originale: Crisis on Earth-X, Part 4
- Diretto da: Gregory Smith
- Scritto da: Phil Klemmer e Keto Shimizu (sceneggiatura); Marc Guggenheim e Andrew Kreisberg (soggetto)

### Trama
Gli eroi tornano su Terra-1 e Iris, Felicity, Kara e gli altri vengono salvati dagli eroi ritornati e dalle Leggende rimaste sulla Waverider. Jefferson, essendo collegato con Martin, è in pericolo di vita per la ferita mortale di Martin, quindi Martin convince Jax a farsi dare il siero per separare la matrice Firestorm, sviluppato da Cisco, Caitlin e Wells, e muore. La sua morte sprona Oliver e tutti gli eroi, a dichiarare guerra alle forze naziste di Terra-X. Jefferson, disperato come le Leggende e Barry, comunica alla moglie e alla figlia di Martin della sua morte. Quando i nazisti attaccano Central City, gli eroi contrattaccano. Wells e Cisco, rimasti sulla Waverider, distruggono la Wellenreiter dopo che Amaya, Zari e Caitlin hanno disattivato il suo scudo. Barry decide di risparmiare Thawne, riprendendo la loro battaglia. Durante il combattimento con Kara, la radiazione solare di Overgirl diventa nucleare, così Supergirl la trasporta nello spazio, dove Overgirl esplode. Oliver uccide Dark Arrow, approfittando dello shock di quest'ultimo per la morte della moglie. Dopo il funerale di Martin, Kara e Alex ritornano su Terra-38, Terrill ritorna su Terra-X, Leo decide di rimanere su Terra-1 e si unisce alle Leggende promettendo al compagno di tornare da lui. Barry, su suggerimento di Oliver, porta Diggle a Central City per poter celebrare il matrimonio tra Barry ed Iris, Felicity decide di approfittare del momento e di sposare Oliver.
- Nota. L'episodio è l'ultimo capitolo di un crossover in quattro parti che è iniziato nell'episodio Crisi su Terra-X - I Parte della serie Supergirl, proseguito in Crisi su Terra-X - II Parte della serie Arrow e poi in Crisi su Terra-X - III Parte di The Flash.
- Ascolti USA: telespettatori 2 800 000[12]

## Beebo il dio della guerra
- Titolo originale: Beebo the God of War
- Diretto da: Kevin Mock
- Scritto da: Grainne Godfree e James Eagan

### Trama
Mentre Jax cerca di elaborare il lutto per la morte di Martin, le Leggende devono sistemare un anacronismo riguardante i Vichinghi che hanno conquistato l'America e non si vogliono convertire al cristianesimo credendo al dio Beebo, un pupazzo parlante portato nella loro epoca per un misterioso salto temporale dal giovane Martin Stein. Le leggende riescono a trovare il giovane Stein, ma prima di riportarlo indietro, arrivano Nora e Damien che vengono proclamati nuovi dei dai Vichinghi, ma alla fine le leggende li sconfiggeranno facendoli ritirare. Jax, il quale aveva dato al giovane Stein una lettera sulla sua morte, non è riuscito a salvarlo e così va a casa sua e scopre che non l'ha letta per non cambiare la linea temporale. Tornato sulla nave Jax festeggia il Natale con le leggende e, pensando di non avere più uno scopo con loro, dice addio a tutti e torna a casa. L'episodio si conclude con l'arrivo di John Constantine.
- Ascolti USA: telespettatori 1 610 000[13]

## L'esorcismo
- Titolo originale: Daddy Darhkest
- Diretto da: Dermott Downs
- Scritto da: Keto Shimizu e Matthew Maala

### Trama
Star City 2017. John Constantine si reca nell'ospedale psichiatrico in cui è rinchiusa la piccola Nora Darhk registrata sotto il falso nome di Emily assegnatole dai servizi sociali dopo la morte del padre. Il suo intento è quello di praticare su di lei un esorcismo per liberarla dal demone di Mollus che la possiede e che, per sua bocca, lo avverte che presto prenderà con sé anche Sara Lance facendola scivolare nell'oscurità. Perciò Constantine incontra Sara e insieme a lei e con l'aiuto delle Leggende mette in atto un piano per combattere il demone. Ma la battaglia che Sara si accinge ad affrontare si rivelerà molto più dura di quanto si sarebbe mai aspettata.
- Guest star: Matt Ryan (John Constantine)
- Ascolti USA: telespettatori 1 510 000[14]

## Il loop temporale
- Titolo originale: Here I Go Again
- Diretto da: Ben Bray
- Scritto da: Morgan Faust e Ray Utarnachitt

### Trama
Zari mostra insofferenza agli ordini di Sara e ha dubbi sulla sua permanenza nella squadra. Si ritrova però in un loop temporale di un'ora, alla fine del quale ogni volta esplode la nave. Scoprirà che è stato un escamotage di Gideon, che approfittando della perdita di sensi di Zari in seguito a un incidente, la costringerà a conoscere meglio e a legare con gli altri membri della squadra. L'episodio termina con Rip che si dirige in un monastero in Cina per chiedere l'aiuto di Wally West.
- Guest star: Keiynan Lonsdale (Wally West/Kid Flash), Jes Macallan (Ava Sharp), Adam Tsekhman (Gary Green), Arthur Darvill (Rip Hunter)
- Ascolti USA: telespettatori 1 400 000[15]

## La maledizione del Totem della Terra
- Titolo originale: The Curse of the Earth Totem
- Diretto da: Chris Tammaro
- Scritto da: Grainne Godfree e Ubah Mohamed

### Trama
Mentre Sara si reca a un appuntamento galante con Ava a Star City, il resto della squadra va alla caccia del Totem del Fuoco e di quello della Terra. La loro ricerca li porta alle Bahamas nel 1717 dove Amaya, Nate e Palmer si spacciano per pirati con l'intento di avvicinare il famigerato Barbanera, che, al momento, è in possesso del Totem della Terra. Amaya, che si finge la Temibile Piratessa Jiwe, riesce a convincere Barbanera a farsi consegnare il Totem che il pirata ritiene maledetto e di cui vuole disfarsi in cambio di oro. Ma quando l'accordo tra i due è quasi concluso, ecco l'inaspettato intervento di Damien Darhk a rovinare i piani di tutti. Intanto Rip Hunter cerca di reclutare Wally West (Kid Flash) tra le Leggende...
- Ascolti USA: telespettatori 1 510 000[16]

## Non è un paese per vecchi papà
- Titolo originale: No Country for Old Dads
- Diretto da: Viet Nguyen
- Scritto da: Keto Shimizu e James Eagan

### Trama
Dopo essere stato preso in ostaggio dai Darhk, Ray viene torturato, ma poi, insieme a Nora, decide di andare nella Berlino del 1962 per salvare il dottor Vogal, l'inventore della fusione fredda, da un giovane Damien che lo avrebbe ucciso. Alla fine non riescono nell'impresa, ma Damien dimostrerà affetto per la figlia e Ray verrà trovato dalle Leggende e riportato sulla nave da Wally, che decide di rimanere con la squadra.
- Ascolti USA: telespettatori 1 190 000[17]

## Amazing Grace
- Titolo originale: Amazing Grace
- Diretto da: David A. Geddes
- Scritto da: Matthew Maala e Tyron B. Carter

### Trama
Le Leggende vengono informate che una vera e propria epidemia di terrore si è impadronita della città di Memphis nel 1954 costringendo la popolazione a fuggire altrove e trasformando così quella che sarebbe diventata la patria del rock and roll in una città fantasma. L'Anacronismo rischia di coinvolgere più di ogni altro un giovanotto locale che, senza l'intervento della squadra di Sara Lance, non potrà mai diventare Il Re: Elvis Presley. La missione di salvare la nascita del rock and roll porta le Leggende a trovare il sesto e ultimo Totem, quello della Morte.
- Ascolti USA: telespettatori 1 260 000[18]

## All'inseguimento della pietra occulta
- Titolo originale: Necromancing the Stone
- Diretto da: April Mullen
- Scritto da: Grainne Godfree e Morgan Faust

### Trama
Mallus, tramite il totem della morte, prende il controllo di Sara, trasformandola in una minaccia per le altre Leggende sulla nave. Tutte le Leggende vengono infatti sconfitte con l'inganno. Quando sembra non esserci più speranza, Ava chiede aiuto a Constantine, che riuscirà ad allontanare Mallus da Sara con l'aiuto di Amaya, Rory e della stessa Ava. Sara, rendendosi conto di avere un'anima da assassina, decide di lasciare Ava.
- Ascolti USA: telespettatori 1 250 000[19]

## Io, Ava
- Titolo originale: I, Ava
- Diretto da: Dean Choe
- Scritto da: Ray Utarnachitt e Daphne Miles

### Trama
Gary chiede aiuto alle Leggende per ritrovare Ava, scomparsa da qualche giorno. Sara e Ray si mettono sulle tracce della donna, ma si ritrovano a dover affrontare un misterioso Anacronismo a Vancouver in Canada nel 2213 che li porterà faccia a faccia con molteplici Ava. Intanto, mentre Zari è impegnata ad addestrare Mick perché impari a gestire il suo Totem, Nate e Wally si recano nella Detroit del 2018 per dare una mano a Mori, la nipote di Amaya rimasta ferita mentre tentava di salvare delle persone da un magazzino in fiamme, ma si ritrovano a dover affrontare Damien Darhk e sua figlia Nora posseduta da Mallus. A fare le spese dell'ennesimo scontro tra loro sarà Kuasa.
- Ascolti USA: telespettatori 1 280 000[20]

## Ospite d'onore: John Noble
- Titolo originale: Guest Starring John Noble
- Diretto da: Ralph Hemecker
- Scritto da: Keto Shimizu e James Eagan

### Trama
Amaya è intenzionata a salvare il suo popolo anche a rischio di cambiare il corso del tempo e liberare definitivamente Mallus. Intanto le leggende tornano indietro nel 1979 e salvano Barack Obama da Grodd. Damien Darhk, per liberare sua figlia dal demone, decide di collaborare con le Leggende, le quali fidandosi, gli concedono di indossare uno dei sei totem. Purtroppo Damien tradirà la fiducia, ma perderà ugualmente sua figlia, liberando Mallus.
- Guest star: John Noble (Mallus)
- Ascolti USA: telespettatori 1 230 000[21]

## Il buono, il brutto, il tenero
- Titolo originale: The Good, The Bad and The Cuddly
- Diretto da: Dermott Downs
- Scritto da: Marc Guggenheim e Phil Klemmer

### Trama
Rip sacrifica la sua vita per dare alle leggende il tempo sufficiente a fuggire da Mallus e per mettere al sicuro i sei Totem. Il demone viene spedito nel vecchio West dove le Leggende ritrovano Jonah Hex. Ma ci sono anche altre loro vecchie conoscenze che vogliono i Totem per conto del demone, per fortuna in loro aiuto vengono Ava, Kuasa e Jax, che ha avuto una moglie e una figlia. Le leggende scoprono che solo l'unione dei sei Totem darà vita a un'entità che riuscirà a sconfiggerlo. Anche Damien Darhk ha offerto il suo corpo a Mallus in cambio della salvezza di sua figlia Nora, ed è caduto preda della possessione del demone. A vittoria ottenuta, Amaya decide di lasciare le Leggende per tornare nello Zambesi, mentre ad Aruba Sara e gli altri ricevono la visita inaspettata di Gary e Constantine: che rivela alle leggende che Mallus non è l'unico ad essere uscito dalla sua gabbia.
- Guest star: Matt Ryan (Constantine), John Noble (Mallus)
- Ascolti USA: telespettatori 1 410 000[22]